# Biette de Casinel
Biette de Casinel o Biote Cassinel (h. 1325–1380 o 1394), llamada "la Belle Italienne" (la bella italiana), fue una noble francesa y una de las primeras amantes de los reyes de Francia de las que se tiene registro.

## Vida
Nació alrededor del año 1325, sus padres fueron François Cassinel (nieto de Bettino Cassinelli, que había emigrado de Italia a París) y Alips les Champs; su hermano Ferric fue arzobispo de Reims y par de Francia. 
Se casó en 1336 con Gerard, Señor de Montagu, con quien tuvo tres hijos y dos hijas; entre ellos Gérard de Montagu, obispo de París, y Jean de Montagu, canciller de Francia y arzobispo de Sens.
En la década de 1360 se convirtió en amante de Carlos V de Francia. Algunos autores han sostenido que en 1363 tuvo con él un hijo ilegítimo, Jean Montagu (o Montaigu), pero el historiador Lucien Merlet rebatió esta teoría en su biografía de Montagu. 
Según el historiador y genealogista Pierre de Guibours, Biette de Casinel murió en 1394. Fue enterrada en la iglesia de Sainte-Croix de la Bretonnerie de París.